# 1. alpinska divizija »Taurinense«
1. alpinska divizija »Taurinense« (izvirno italijansko 1ª Divisione alpina »Taurinense«) je bila alpinska divizija Kraljeve italijanske kopenske vojske

## Zgodovina
Divizija je bila ustanovljena 10. septembra 1935 z reorganizacijo 1. višjega alpinskega poveljstva. Sodelovala je v drugi italijansko-abesinski vojni, v napadu na Francijo in bila do konca vojna nastanjena v Jugoslaviji.

## Organizacija
- Štab
- 3. alpinski polk
- 4. alpinski polk
- 1. alpinski artilerijski polk
- 1. inženirski bataljon
- 305. medicinska sekcija
- 130. motorno-transportna sekcija
- 60. oskrbovalna sekcija